# Kryonero (Arcadia)
Kryonero (greacă Κρυόνερο) este un oraș în Grecia în prefectura Arcadia.